# زبان‌های سامی غربی
زبان‌های سامی غربی یک زیرگروه پیشنهادی از زبان‌های سامی هستند. این اصطلاح برای نخستین بار در سال ۱۸۸۳ توسط فریتز هومل به کار رفت.
این خانواده شامل زیرگروه‌های عربستانی جنوبی نوین، عربستانی جنوبی باستان، اتیوپیایی، عربی و سامی شمال‌غربی است. اتیوپیایی و عربستانی جنوبی با داشتن ویژگی‌های مشترک بسیار، در زیرگروه سامی جنوبی جمع می‌شوند.